# Вугільний шлам

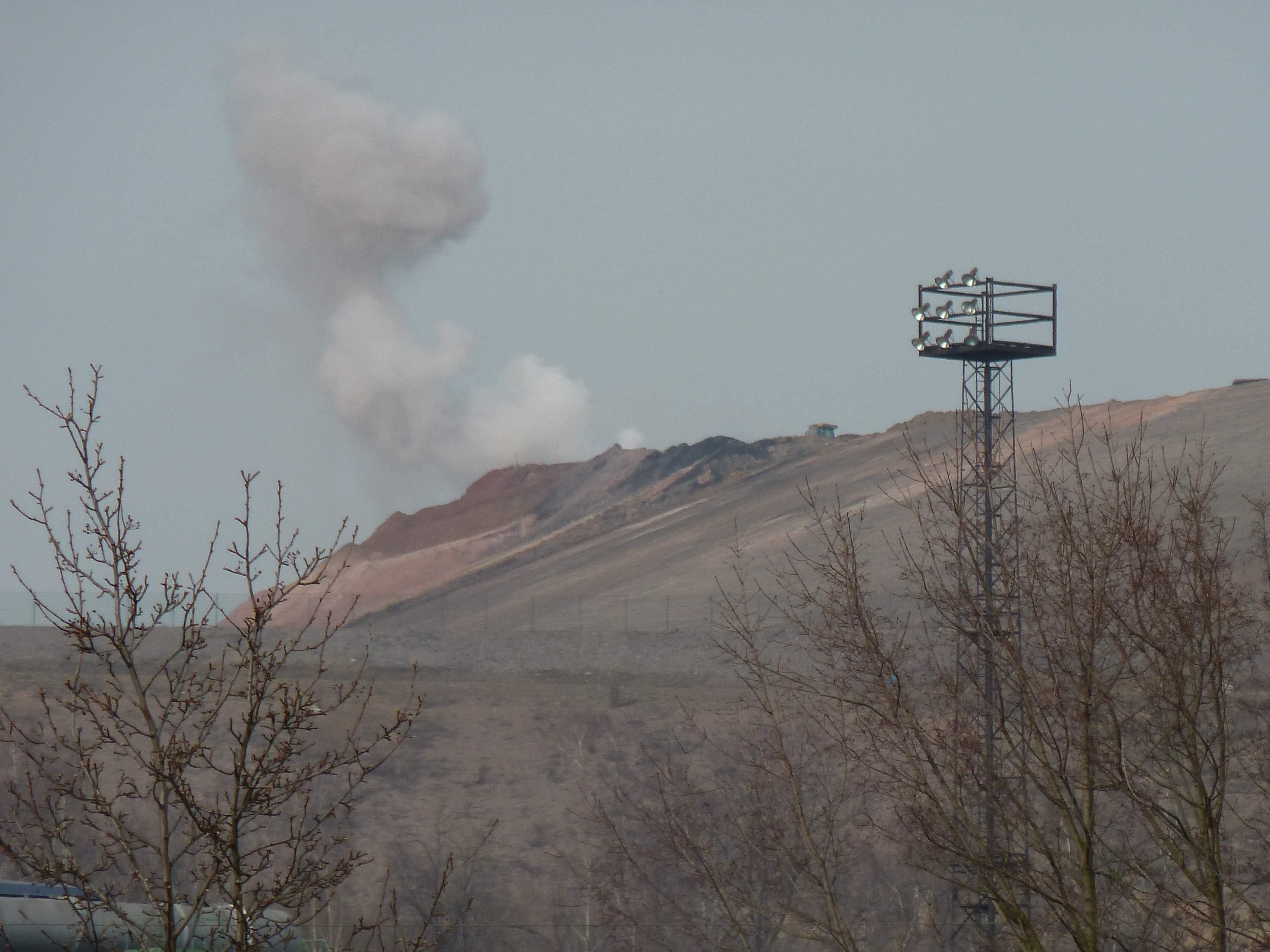
Відвал вугільного шламу

Вугільні шлами — складні полідисперсні системи, вони мають різний гранулометричний склад і різні мінералогічні і петрографічні характеристики. На вуглезбагачувальних фабриках шлам може бути у вигляді суспензій (зависей), пластичної і сипкої маси.

## Загальний опис
У практиці збагачення вугілля шламом називають продукт крупністю 0–0,5 або 0–1 мм. Розмір частинок 0,5 мм є межею ефективного збагачення вугілля методами відсадки і флотації.
За крупністю шлам вуглезбагачувальних фабрик розділяється на зернистий розміром більше 0,045 мм, який відносно добре осаджується, вловлюється, збагачується і зневоднюється, тонкий розміром менше 0,045 мм, який дуже важко піддається обробці.
Умовно шлам поділяють на первинний, що надходить на фабрику з рядовим вугіллям, і вторинний, що утворюється в процесі дроблення, грохочення, збагачення, зневоднення, транспортування і розмокання глинистих частинок у воді. Шламоутворення залежить також від фізичних властивостей вугілля і супутніх порід, застосованих схем збагачення і способів обробки шламів. Утворення шламу в процесі збагачення вугілля різних марок різне, так при збагаченні антрацитів утворюється 3–4 % шламу, в той час як при збагаченні коксівних марок вугілля утворюється від 9 до 17 % шламу. При цьому тонкий шлам утворюється головним чином за рахунок глинистої речовини, вміст якої в незбагачуваному шламі складає у середньому 15–20 %. Сумарний вихід шламу, що утворюється на збагачувальної фабриці досягає 30 % від рядового вугілля.
| Вміст твердого матеріалу у воді, г/л | Густина гідросуміші ρсм, кг/м³ при густині твердого матеріалу ρs, кг/м³. | Густина гідросуміші ρсм, кг/м³ при густині твердого матеріалу ρs, кг/м³. | Густина гідросуміші ρсм, кг/м³ при густині твердого матеріалу ρs, кг/м³. | Густина гідросуміші ρсм, кг/м³ при густині твердого матеріалу ρs, кг/м³. | Густина гідросуміші ρсм, кг/м³ при густині твердого матеріалу ρs, кг/м³. | Густина гідросуміші ρсм, кг/м³ при густині твердого матеріалу ρs, кг/м³. | Густина гідросуміші ρсм, кг/м³ при густині твердого матеріалу ρs, кг/м³. | Густина гідросуміші ρсм, кг/м³ при густині твердого матеріалу ρs, кг/м³. | Густина гідросуміші ρсм, кг/м³ при густині твердого матеріалу ρs, кг/м³. |
|                                      | 1350                                                                     | 1400                                                                     | 1450                                                                     | 1500                                                                     | 1550                                                                     | 1600                                                                     | 2200                                                                     | 2300                                                                     | 2400                                                                     |
| 50                                   | 1012                                                                     | 1014                                                                     | 1016                                                                     | 1018                                                                     | 1019                                                                     | 1021                                                                     | 1042                                                                     | 1046                                                                     | 1050                                                                     |
| 100                                  | 1025                                                                     | 1029                                                                     | 1033                                                                     | 1036                                                                     | 1040                                                                     | 1044                                                                     | 1087                                                                     | 1094                                                                     | 1102                                                                     |
| 200                                  | 1049                                                                     | 1055                                                                     | 1053                                                                     | 1070                                                                     | 1077                                                                     | 1084                                                                     | 1168                                                                     | 1182                                                                     | 1196                                                                     |
| 300                                  | 1075                                                                     | 1086                                                                     | 1097                                                                     | 1108                                                                     | 1118                                                                     | 1129                                                                     | 1258                                                                     | 1279                                                                     | 1301                                                                     |
| 400                                  | 1100                                                                     | 1114                                                                     | 1128                                                                     | 1142                                                                     | 1156                                                                     | 1171                                                                     | 1342                                                                     | 1370                                                                     | 1398                                                                     |
| 500                                  | 1125                                                                     | 1143                                                                     | 1161                                                                     | 1179                                                                     | 1197                                                                     | 1214                                                                     | 1429                                                                     | 1465                                                                     | 1501                                                                     |
| 600                                  | 1150                                                                     | 1172                                                                     | 1194                                                                     | 1215                                                                     | 1237                                                                     | 1258                                                                     | 1516                                                                     | 1559                                                                     | 1602                                                                     |

| Вміст твердого в гідросуміші, г/л | В'язкість гідросуміші η·10–3, Па·с, при крупності матеріалу, мкм | В'язкість гідросуміші η·10–3, Па·с, при крупності матеріалу, мкм | В'язкість гідросуміші η·10–3, Па·с, при крупності матеріалу, мкм | В'язкість гідросуміші η·10–3, Па·с, при крупності матеріалу, мкм |
|                                   | > 1000                                                           | > 250                                                            | > 75                                                             | > 45                                                             |
| 0                                 | 1,140                                                            | 1,140                                                            | 1,140                                                            | 1,140                                                            |
| 100                               | 1,208                                                            | 1,204                                                            | 1,208                                                            | 1,211                                                            |
| 200                               | 1,275                                                            | 1,280                                                            | 1,308                                                            | 1,295                                                            |
| 300                               | 1,321                                                            | 1,339                                                            | 1,428                                                            | 1,429                                                            |
| 400                               | 1,434                                                            | !.458                                                            | 1,607                                                            | 1,613                                                            |
| 500                               | 1,614                                                            | 1,720                                                            | 1,955                                                            | 2,114                                                            |
| 600                               | 1,704                                                            | 2,477                                                            | 2,955                                                            | 3,396                                                            |

При переробці вугільних шламів особливе значення мають їх фізико-хімічні характеристики: гранулометричний склад та зовнішня питома поверхня; зольність та властивості мінеральних компонентів; форма та рельєф поверхні вугільних частинок; характер і властивості поверхневих сполук; ступінь окисненості та гідратованості та ін.
Шлами різко змінюють властивості суспензії і утруднюють збагачення, осадження, згущення, зневоднення. На вітчизняних вуглефабриках збагачення вугільного матеріалу шламової крупності частіше за все здійснюється флотацією. При цьому особливу трудність викликає флотація вугільних зерен мікронних фракцій (тонких шламів). Перспективною є попередня (перед флотацією) селективна аґреґація (флокуляція) шламів. Крім того, застосовують (особливо при перезбагаченні) гравітаційні методи.
Вміст у рядовому вугіллі класів — 1 мм (первинних шламів) досягає сьогодні близько 20 %. Додатковим джерелом переподрібнювання (шламоутворення) є операції по транспортуванню та збагаченню вугілля. Вихід вторинних шламів тільки в процесі збагачення вугілля може досягнути 8-17 %. Зокрема, вихід вторинних шламів при збагаченні вугілля марки Г коливається в межах 2,5-8 %, антрацитів — 3-4 %, неміцного вугілля марок ПС, Ж, К — 9-17 %. В результаті сумарний вихід вугільних шламів на деяких вуглезбагачувальних фабриках складає 25-30 %. Вміст важкозбагачуваних тонкодиспесних класів (-0,063 мм) у незбагаченому шламі вугілля коксівного може складати 31,2-79,5 %; в антрацитовому шламі — 6-61,7 %; у флотаційному концентраті — 25,5-72,4 %; у відходах флотації до 67-90 %. За таких умов наявність в технологічній схемі ефективної технології переробки шламів стає вирішальною умовою стабільної та якісної роботи фабрик.
Особливий інтерес являють собою шлами-відходи, які можуть бути об'єктом повторного збагачення з метою вилучення додаткової кількості вугілля.
Шлами, які скидаються в очисні споруди збагачувальних фабрик, як правило, вловлюються в дві стадії. Крупні шлами, які мають меншу зольність, вловлюються на першій стадії прояснення оборотної води. На більшості фабрик на першій стадії вловлюються шлами зольністю 30,0–40,0 % (в шламових відстійниках), а на другій стадії — більш тонкі і високозольні класи крупності зольністю 40,0–60,0 % (в мулонакопичувачах). При вуглезбагачувальних фабриках України знаходиться 35 мулонакопичувачів загальним об'ємом 129 млн. м³, які займають площу 180 га і містять 114 млн т. шламів, переважно відходів флотації зольністю від 45 до 75 %.

## Запаси високозольних забалансових шламів в Україні
За даними інституту «Дондіпрошахт» у 2005 році на підприємствах по переробці вугілля в Україні запаси високозольних забалансових шламів склали 4,86 млн т.; відходів флотації зольністю до 70 % — 43,11 млн т. Динаміка зміни кількості забалансових шламів та відходів флотації в період 1985–2005 рр. показана на рис. Їх пересічна зольність Аd= 50-60 %; масова частка загальної сірки 2,3 %; теплота згоряння 13,2 МДж/кг.
| Збагачувальна фабрика | Зольність шламу, % |
| «Вузлівська»          | 47,38              |
| «Червоноармійська»    | 52,31              |
| «Добропільська»       | 48,90              |
| «Павлоградська»       | 58,5               |
| «Україна»             | 56,5               |
| «Слов'яносербська»    | 40,16              |
| «Сердитянська»        | 52,2               |
| «Постниковська»       | 55,1               |
| «Комендантська»       | 43,7               |
| «Дзержинська»         | 57,8               |
| «Курахівська»         | 57,24              |
| Авдіївського КХЗ      | 39,70              |